# Simon Sebag Montefiore
Simon Sebag Montefiore (Londra, 27 giugno 1965) è uno scrittore, giornalista, biografo e storico britannico specializzato in storia della Russia e autore di biografie di prominenti personaggi russi e sovietici.

## Biografia
Il padre di Montefiore discende da una ricca famiglia di ebrei sefarditi che furono banchieri e diplomatici in tutta l'Europa. All'inizio del XIX secolo il suo pro-zio Sir Moses Montefiore divenne socio banchiere di N M Rothschild & Sons. Sua madre Phillis (nota anche come April) proviene da una famiglia ebrea lituana di studiosi talmudisti; i genitori della madre fuggirono dall'Impero russo all'inizio del XX secolo. Avevano acquistato biglietti per New York, ma furono truffati e fatti sbarcare a Cork, in Irlanda. Durante il pogrom di Limerick del 1904 abbandonarono l'Irlanda e si trasferirono a Newcastle upon Tyne, in Inghilterra.
Montefiore vive a Londra con sua moglie Santa Montefiore, anch'essa scrittrice e sorella di Tara Palmer-Tomkinson, e i suoi due figli. Lavora anche in documentari televisivi.
Young Stalin, pubblicato nel maggio 2007, svela tutti i soprannomi e i nomignoli adoperati da Stalin per sfuggire alle forze dell'ordine dello zar, nonché tutta l'avventurosa e banditesca vita che il futuro dittatore trascorse in Georgia, suo paese natale. L'autore paragona i georgiani agli italiani per invidia, passione, gelosia e delinquenza. Il libro ha vinto diversi premi letterari in Gran Bretagna e in Francia.
Jerusalem. The Biography (2011) ha riscosso notevole successo ed è stato trasposto in un documentario in tre puntate sulla televisione britannica BBC Four.

## Opere

### Saggi
- (EN) Prince of Princes: The Life of Potemkin[11], London, Weidenfeld & Nicolson, 2000.
- Gli uomini di Stalin. Un tiranno, i suoi complici e le sue vittime (Stalin: The Court of the Red Tsar, 2003), traduzione di M. Bottini e D. Dondero, Collana Storica, Milano, Rizzoli, 2005, ISBN 978-88-17-00319-3.
- Il giovane Stalin (Young Stalin, 2007), traduzione di G. Ferrara Degli Uberti, Collana Storica, Milano, Longanesi, 2010, ISBN 978-88-304-2580-4.
- (EN) A History of the Caucasus, Orion, 2005, ISBN 0-297-81925-9. - ISBN 978-0-297-81925-7
- (EN) Heroes. History's greatest Men and Women, Quercus Publishing, 2009, ISBN 978-1-84724-379-9.
- (EN) Monsters. History's most evil Men and Women, Quercus Publishing, 2009, ISBN 978-1-84724-951-7.
- (EN) Gerusalemme. Biografia di una città (Jerusalem: The Biography, 2011), traduzione di Maria Eugenia Morin, Collezione Le Scie.Nuova serie, Milano, Mondadori, 2018, ISBN 978-88-047-0289-4.
- (EN) Titans of History, Quercus Publishing, 2012, ISBN 978-1-78087-026-7.
- I Romanov, 1613-1918 (The Romanovs:1613-1918, 2016), traduzione di M. Parizzi e C. Rizzo, Collezione Le Scie.Nuova serie stranieri, Milano, Mondadori, 2017, ISBN 978-88-04-67659-1.
- (EN) Il mondo. Una storia famigliare (The World: A Family History of Humanity, 2022), traduzione di Massimo Parizzi e Chiara Rizzo, Collezione Le Scie. Nuova serie, Milano, Mondadori, 2023, ISBN 978-88-047-5644-6.

### Narrativa
- King's Parade, 1991.
- My Affair with Stalin, 1997.
- Sasenka (Sashenka, 2008), traduzione di R. Asni, Collana Narratori, Milano, Corbaccio, 2009, ISBN 978-88-7972-990-1.
- L'amore ai tempi della neve (One Night in Winter, 2013), traduzione di S. Bogliolo, Collana Narratori, Milano, Corbaccio, 2013, ISBN 978-88-6380-653-3.
- Simon Sebag Montefiore-Santa Montefiore, Il Gran Consiglio del Real Coniglio (The Royal Rabbits of London, 2016), Milano, Mondadori, 2017, ISBN 978-88-04-67625-6.
- Cieli di fuoco (Red Sky at Noon,2017), traduzione di Olivia Crosio, Milano, Corbaccio, 2018, ISBN 978-88-6700-527-7.

### Articoli
- (EN) Piggy Foxy and the Sword of Revolution: Bolshevik Self-Portraits (Annals of Communism Series), with Alexander Vatlin, Larisa Malashenko and Vadim A. Staklo, 2006.

### Televisione
- Jerusalem: The Making of a Holy City, serie in 3 puntate, 8 dicembre 2011-23 dicembre 2011
- Rome: A History of the Eternal City, serie in 3 puntate, 5-19 dicembre 2012
- Byzantium: A Tale of Three Cities, serie in 3 puntate, 5 dicembre-19 dicembre 2013
- Blood and Gold: The Making of Spain, serie in 3 puntate, 8 dicembre 2015-22 dicembre 2015
- Vienna: Empire, Dinasty And Dream, serie in 3 puntate, 8 dicembre 2016-22 dicembre 2016

### CD
- (EN) Speeches that Changed The World
  -  Scrivere la storia. Lettere che hanno cambiato il mondo (Speeches that Changed The World), traduzione di Chiara Libero, Collana Oscar Storia, Milano, Mondadori, 2024, ISBN 978-88-047-5645-3.

### DVD
- (EN) Jerusalem: The Making of a Holy City, BBC Four, 2011[12][13]
- (EN) Byzantium and the History of Faith